# Privatret
Privatret er den juridiske kategori, som omfatter de retsområder, der beskæftiger sig med forhold mellem borgere. Inden for privatrettens område behandles konflikter imellem private personer, grupper af personer, organisationer og virksomheder. Privatrettens område er betydeligt større end den offentlige rets, eftersom det vedrører alle konflikter af ikke-kriminel karakter, der opstår imellem personer. Privatretten kaldes nogle steder for civilretten for at skabe en kontrast til kriminalretten. Denne benævnelse har dog intet med den civilretlige tradition at gøre.
Inden for den internationale privatret (engelsk: private international law) behandles konflikter som de ovenfor nævnte, omend med den modifikation, at hver af parterne befinder sig i forskellige stater. Selvom en række traktater behandler konflikter af denne karakter, er området præget af en betydelig mængde uskreven ret.
Privatret omfatter især formueret, da det vedrører retsforholdene for fysiske aktiver såvel som for krav, der opstår i eller udenfor kontraktforhold. Familie- og arveret (herunder ægteskabsret og skilsmisseret) hører også til privatretten. Endvidere hører konkursret, kreditsikring (kaution og pantsætning) og bankret; foruden erhvervsjura også til kategorien privatret. Ligesom arbejdsret og ansættelsesret er privatretlige discipliner. Byggeret er også placeret i denne kategori.
Markedsføringsret og konkurrenceret; foruden kapitalmarkedsret hører også til kategorien privatret.
I Danmark inddeler man typisk formueret i to kategorier:
- Ejendomsret eller tingsret[9]
- Obligationsret
  - Obligationsrettens almindelige del
    - Fordringsrettigheder
    - Købsret
    - Erstatningsret eller deliktsretten
    - Aftaleretten

  - Obligationsrettens særlige del (ikke udtømmende)
    - Lejeret
    - Entrepriseret eller Byggeret[10]
    - Familieformueret

Kategorien privatret omfatter også konkursret. Privatret indeholder dog også anden (og mere speciel) regulering, eksempelvis selskabsret. Immaterialret er vanskelig at placere i denne kategorisering.

## Privat retsdannelse
For de privatretlige retsområder gælder, at love og andre retskilder suppleres af privat retsdannelse, så som aftaler og kontrakter. Hertil hører også testamente, der er nævnt i arveloven § 5, stk. 2. Kontrakter er nævnt i Danske Lov 5-1-1 og 5-1-2 (med stavemåden Contracter). Selskabs vedtægter er nævnt i selskabsloven § 1, stk. 2 in fine. Fuldmagt er nævnt i aftaleloven kapitel II. Fremtidsfuldmagt er nævnt flere steder i lov om fremtidsfuldmagter. Krav til ansættelsesbeviser er nævnt i Lov om ansættelsesbeviser og visse arbejdsvilkår.

## Procesret
Procesret er det retsområde, der omhandler juridiske processer ved domstolene. Det er såvel et forvaltningsområde, der forvaltes jævnfør retsplejeloven, men kan også anskues som noget mellem offentlig ret og privatret befindende, specielt som relationen mellem offentlige myndigheder og borgere. Procesretten inddeles typisk i:
- Straffeproces
- Civilproces